# Zagorska Sela
Zagorska Sela es un municipio de Croacia en el condado de Krapina-Zagorje.

## Geografía
Se encuentra a una altitud de 229 m s. n. m. a 66,6 km de la capital nacional, Zagreb.

## Demografía
En el censo 2011, el total de población del municipio fue de 999 habitantes, distribuidos en las siguientes localidades:
- Bojačno - 14
- Bratkovec - 50
- Brezakovec - 75
- Gornji Škrnik - 55
- Harina Žlaka - 36
- Ivanić Miljanski - 24
- Kuzminec Miljanski - 28
- Luke Poljanske - 66
- Miljana - 88
- Plavić - 164
- Poljana Sutlanska - 105
- Pušća - 65
- Zagorska Sela - 229